# Erebus niasana
Erebus niasana är en fjärilsart som beskrevs av Swinhoe 1918. Erebus niasana ingår i släktet Erebus och familjen nattflyn. Inga underarter finns listade i Catalogue of Life.